# Kumiko Akiyoshi
Kumiko Akiyoshi (秋吉 久美子, Akiyoshi Kumiko), née Kumiko Onodera (小野寺 久美子, Onodera Kumiko) le 29 juillet 1954 à Fujinomiya (Japon), est une actrice japonaise.

## Filmographie partielle

### Au cinéma
- 1972 : Voyage solitaire (旅の重さ, Tabi no omosa?) de Kōichi Saitō :
- 1974 : La Lanterne rouge (赤ちょうちん, Aka chōchin?) de Toshiya Fujita
- 1974 : Imōto (妹?) de Toshiya Fujita
- 1974 : Aoba shigereru (青葉繁れる?) de Kihachi Okamoto
- 1974 : Virgin Blues (バージンブルース, Bājin burūsu?) de Toshiya Fujita
- 1974 : Honō no shōzō (炎の肖像?) de Toshiya Fujita et Akira Katō
- 1975 : Shōwa karesusuki (昭和枯れすすき?) de Yoshitarō Nomura
- 1976 : Banka (挽歌?) de Yoshisuke Kawasaki (ja)
- 1976 : Saraba natsu no hikari yo (さらば夏の光よ?) de Shigeyuki Yamane
- 1976 : Zone stérile (不毛地帯, Fumō chitai?) de Satsuo Yamamoto
- 1976 : Jūroku-sai no sensō (十六歳の戦争?) de Toshio Matsumoto
- 1976 : Permanent Blue: Manatsu no koi (パーマネント・ブルー 真夏の恋?) de Shigeyuki Yamane
- 1976 : Frère ainé, sœur cadette (あにいもうと, Ani imōto?) de Tadashi Imai
- 1977 : Totsuzen arashi no yōni (突然、嵐のように?) de Shigeyuki Yamane
- 1977 : Mont Hakkoda (八甲田山, Hakkodasan?) de Shirō Moritani : Sawa Takiguchi
- 1977 : Sugata Sanshirō (姿三四郎?) de Kihachi Okamoto
- 1977 : Wani to ōmu to ottosei (ワニと鸚鵡とオットセイ?) de Shigeyuki Yamane
- 1980 : Terra e... (地球へ...?) de Hideo Onchi
- 1981 : Something Like It (の・ようなもの, No yōna mono?) de Yoshimitsu Morita
- 1981 : Bōkensha kamikaze (冒険者カミカゼ?) de Ryūichi Takamori (ja)
- 1982 : Saraba, adieu la terre natale (さらば愛しき大地, Saraba itoshiki daichi?) de Mitsuo Yanagimachi : Junko
- 1982 : Kyōdan (凶弾?) de Tōru Murakawa
- 1982 : Yūkai hōdō (誘拐報道?) de Shun'ya Itō : Hisako Mitamura
- 1982 : Weekend Shuffle (ウィークエンド・シャッフル, Wīkuendo shaffuru?) de Genji Nakamura (ja)
- 1982 : Seiha (制覇?) de Sadao Nakajima
- 1983 : Aitsu to rarabai (あいつとララバイ?) d'Umetsugu Inoue
- 1984 : L'Horizon (地平線, Chihei-sen?) de Kaneto Shindō
- 1984 : Chī-chan gomen ne (チーちゃんごめんね?) de Katsumi Nishikawa
- 1985 : Hitohira no yuki (ひとひらの雪?) de Kichitarō Negishi
- 1987 : Yogisha (夜汽車?) de Kōsaku Yamashita : Satoko Okazaki
- 1987 : C'est dur d'être un homme : Il était une fois Tora-san (男はつらいよ 寅次郎物語, Otoko wa tsurai yo: Torajirō monogatari?) de Yōji Yamada : Takako
- 1988 : Les Désincarnés (異人たちとの夏, Ijin-tachi to no natsu?) de Nobuhiko Ōbayashi
- 1989 : Yūwakusha (誘惑者?) de Shun'ichi Nagasaki
- 1993 : Gurenbana (紅蓮華?) de Mamoru Watanabe (ja)
- 1994 : Lesson (レッスン, Ressun?) de Yasuharu Hasebe
- 1995 : Le Fleuve profond (深い河, Fukai kawa?) de Kei Kumai : Mitsuko
- 2000 : Yodogawa Nagaharu monogatari: Kōbe hen sainara (淀川長治物語・神戸篇 サイナラ?) de Nobuhiko Ōbayashi
- 2001 : Desert Moon (月の砂漠, Tsuki no sabaku?) de Shinji Aoyama
- 2001 : Love Ghost (死びとの恋わずらい, Shibito no koiwazurai?) de Kazuyuki Shibuya
- 2003 : Ao no honō (青の炎?) de Yukio Ninagawa
- 2004 : Tōkō no ki (透光の樹?) de Kichitarō Negishi
- 2012 : Furyō shiyōnen: 3000-nin no atama (不良少年 3000人の総番?) de Keiji Miyano (ja)
- 2017 : Karanukan (カーラヌカン?) de Yasuhiro Hamano
- 2018 : Kawaī akuma (可愛い悪魔?) de Hisayasu Satō

### À la télévision
- 2005 : Densha otoko (電車男?)
- 2013 : Yae no sakura (八重の桜?)

## Distinctions
Sauf indication contraire, les informations mentionnées dans cette section peuvent être confirmées par la base de données cinématographiques IMDb,  présente dans la section « Liens externes ».

### Récompenses
- 1976 : Hōchi Film Award de la meilleure actrice pour Frère ainé, sœur cadette et Saraba natsu no hikari yo[2]
- 1977 : Blue Ribbon Award de la meilleure actrice pour Frère ainé, sœur cadette et Saraba natsu no hikari yo[3]
- 1977 : prix Mainichi de la meilleure actrice pour Frère ainé, sœur cadette[4]
- 1988 : Blue Ribbon Award de la meilleure actrice dans un second rôle pour Yogisha[5]
- 1988 : Nikkan Sports Film Award de la meilleure actrice dans un second rôle pour Les Désincarnés[6]
- 1989 : Blue Ribbon Award de la meilleure actrice dans un second rôle pour Les Désincarnés[7]
- 1989 : prix Kinema Junpō de la meilleure actrice dans un second rôle pour Les Désincarnés[8]
- 1989 : prix Mainichi de la meilleure actrice dans un second rôle pour Les Désincarnés[9]

### Nominations
- 1978 : prix de la meilleure actrice pour Sugata Sanshirō, Mont Hakkoda et Totsuzen arashi no yōni aux Japan Academy Prize[10]
- 1983 : prix de la meilleure actrice dans un second rôle pour Piège pour un kidnapper, Seiha et Kyōdan aux Japan Academy Prize[11]
- 1988 : prix de la meilleure actrice dans un second rôle pour Yogisha aux Japan Academy Prize[12]
- 1989 : prix de la meilleure actrice dans un second rôle pour Les Désincarnés et C'est dur d'être un homme : Il était une fois Tora-san aux Japan Academy Prize[13]
- 1996 : prix de la meilleure actrice pour Le Fleuve profond aux Japan Academy Prize[14]